# Skupina stromů v Ludvíkově
Skupina stromů v Ludvíkově je soubor památkově chráněných stromů rostoucích v Ludvíkově pod Smrkem, součásti Nového Města pod Smrkem, sídla na severu České republiky, ve Frýdlantském výběžku Libereckého kraje.

## Poloha a historie
Památné stromy rostou v severozápadní části Ludvíkova, na pravém břehu Ludvíkovského potoka, jenž zde protéká po severní straně silnice číslo III/29011. V těsném sousedství stromů se nachází domy číslo popisné 28, na jehož dvoře rostou, a číslo 29. Celá zdejší část Ludvíkova je současně prvkem přírodního parku Peklo. Vyhlášení památných stromů provedl městský úřad v Novém Městě pod Smrkem, který 3. listopadu 1993 vydal příslušný dokument, jenž nabyl právní účinnosti ke dni 30. listopadu 1993. Protože se však v textu tohoto rozhodnutí vyskytly formální chyby spočívající například v nesprávně uvedených číslech parcel, na kterých stromy rostly, vydal tentýž úřad 14. srpna 2000 opravný dokument.

## Popis
Soubor památkově ochraňovaných stromů čítá celkem tři exempláře, od každého druhu po jednom. Nejvyšší je lípa malolistá (Tilia cordata) dosahující vzrůstu 31,5 metru. Střední výšku ze stromů ve skupině dosahuje buk lesní (Fagus sylvatica) s 25 metry a nejnižší je jírovec maďal (Aesculus hippocastanum) mající výšku 19 metrů. Kolem každého ze stromů je vyhlášeno ochranné pásmo, jež má tvar kruhu o poloměru odpovídajícímu desetinásobku průměru kmene měřeného ve výšce 1,3 metru nad terénem, a to v době vyhlášení stromu za památný. U lípy tak poloměr tohoto kruhu činí 14,3 metru, u buku 11,9 metru a u jírovce 12 metrů.